# Sinularia venusta
Sinularia venusta is een zachte koraalsoort uit de familie Alcyoniidae. De koraalsoort komt uit het geslacht Sinularia. Sinularia venusta werd in 1970 voor het eerst wetenschappelijk beschreven door Tixier-Durivault. 